# Cirina semicaeca
Cirina semicaeca är en fjärilsart som beskrevs av Walker 1855. Cirina semicaeca ingår i släktet Cirina och familjen påfågelsspinnare. Inga underarter finns listade i Catalogue of Life.